# Sun Man
Sun Man (13 de julho de 1968) é uma ex-jogadora de badminton chinesa, medalhista olímpica, especialista em duplas.

## Carreira
Sun Man representou seu país nos Jogos Olímpicos de Verão de 1996, conquistando a medalha de bronze, nas duplas mistas em 1996 com Liu Jianjun.